# Irving (Texas)
Pour les articles homonymes, voir Irving.
Irving (en anglais [ˈɜːrvɪŋ]) est une ville du Texas située dans le comté de Dallas. La population de la ville était de 191 615 habitants en 2000, on l'estime à 194 547 habitants en 2004 puis 216 290 en 2010. Irving fait partie de la Dallas–Plano–Irving metropolitan division au cœur de Dallas–Fort Worth–Arlington metropolitan area.
Irving abrite la zone de Las Colinas (en), où se situe la célèbre statue « Mustangs at Las Colinas » qui est la plus grande sculpture équestre dans le monde. Plusieurs grandes entreprises ont des sièges sociaux à Irving, comme Chuck E. Cheese's, ExxonMobil, Gruma, Kimberly-Clark, Michaels Stores, National Care Network, Omni Hôtels, Southern Star Concrete, Inc., Xero Hour, Zale Corporation and LXI Enterprise Storage. la ville est aussi le siège national de l'organisation Boy Scouts of America. La célèbre équipe de football américain des Cowboys de Dallas joue dans le Texas Stadium de Irving depuis 1971, les Cowboys déménageront en 2009 dans un nouveau stade situé à Arlington (Texas). La ville a pour projet de démolir le Texas Stadium pour construire une nouvelle zone de développement.
Une partie de l'aéroport international de Dallas-Fort Worth est située sur le territoire de la ville.

## Histoire
Irving a été fondé en 1903 par J.O. "Otto" Schulze et Otis Brown. Irving a été à l'origine en 1889 un secteur appelé Gorbit, et en 1894 le nom a changé en Le Kit. Irving a été incorporé le 14 avril 1914 avec Otis Brown en tant que premier maire.
Le système scolaire du district d'Irving est créé en 1909. Dans les années 1910-1920, la croissance de la population était lente et parfois stoppante, avec seulement 357 résidents en 1925. Une augmentation significative la population a commencé dans les années 1930.
Au début des années 1960, la ville a une population d'environ 45 000 habitants. L'université de Dallas à Irving s'ouvre en 1956, et le Texas Stadium est accompli en 1971 comme terrain de jeu des Cowboys de Dallas. La population de la ville était de 155 037 habitants en 1990. L'ancien membre du conseil municipal d'Irving Herbert Gears a été élu maire en juin 2005.

## Enseignement
La plupart des écoles de la ville sont gérés par le Irving Independent School District (IISD). Les autres sont administrés par Carrollton-Farmers Branch Independent School District (CFBISD) et Coppell Independent School District (CISD).
Les lycées principaux du secteur d'Irving sont :
- Irving High School (IISD)
- The Academy of Irving ISD (IISD)
- MacArthur High School (IISD)
- Nimitz High School (IISD)
- Ranchview High School (CFBISD)

La ville abrite des écoles religieuses comme la Cistercian Preparatory School et St. Luke's and Holy Family of Nazareth.
Les principaux campus :
- Université de Dallas à Irving
- North Lake College
- University of Phoenix
- DeVry University

## Sports
Les Cowboys de Dallas de la NFL ont joué dans le Texas Stadium de Irving entre 1971 et 2009. Ils déménagent en 2009 à Arlington.

## Transports
- Las Colinas Area Personal Transit System, système de navettes desservant le quartier Las Colinas.
- Aéroport international de Dallas-Fort Worth

## Personnalités liées à la ville
- Beth Van Duyne, maire de la ville de 2010 à 2017.

## Jumelages
- Borough londonien de Merton (Royaume-Uni)
- Espoo (Finlande)
- Boulogne-Billancourt (France)
- Marino (Italie)
- León (Mexique)
- Darhan (Mongolie)